# Bir Maymun
Bir Maymun fou el nom d'uns pous propers a la Meca però de situació exacta desconeguda.
Foren repetidament esmentats en temps de Mahoma, però després van desaparèixer de les cròniques. L'historiador persa At-Tabari diu que en aquest lloc hi va morir el califa al-Mansur el 775, i sembla indicar que el pou era a la ruta entre la Meca i Iraq, però com que la mort d'al-Mansur també se situa al turó al-Hadjun segons una altra font, les indicacions d'al-Tabari no són segures.